# Liolaemus darwinii
Liolaemus darwinii este o specie de șopârle din genul Liolaemus, familia Tropiduridae, descrisă de Bell 1843. Conform Catalogue of Life specia Liolaemus darwinii nu are subspecii cunoscute.